# Pogrom

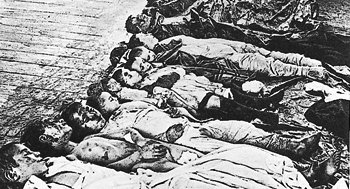
Oběti, většinou židovské děti po pogromu v Jekatěrinoslavu (dnes Dnipro) v roce 1905

Jako pogromy (z ruského „gromiť“, громить ve významu „pustošit, drtit“) byly v původním významu označovány rasové nepokoje zaměřené proti židům. V přeneseném významu může pojem označovat obecně krvavé masové pronásledování, vraždění skupiny obyvatel jiného náboženského přesvědčení nebo příslušníků jiné etnické skupiny a také se dá nazývat tzv. náhony (nadběhnutí více pogromských přívrženců proti židům).

## Pogromy ve středověké Evropě
Židé se stali obětními beránky v polovině 14. století, kdy Evropu ničily epidemie plicního moru zvaného „černá smrt“, které zahubily velké procento populace. Papež Klement VI. násilí odsoudil, ale přesto docházelo k pogromům po celé Evropě a bylo zničeno na 510 židovských komunit. Císař Karel IV. toleroval protižidovské pogromy v německých říšských městech, například roku 1349 udělil Norimberku povolení srovnat židovskou čtvrť se zemí a pro případný pogrom předem vyhlásil amnestii, ale v samotné Koruně české Židy z ekonomických důvodů chránil.
K nejhoršímu pogromu v českých zemích došlo o Velikonocích roku 1389, kdy pod (údajnou) záminkou, že židovským chlapcem byl znesvěcen kříž nesený křesťany v průvodu, došlo k vydrancování pražského ghetta a k vyvraždění téměř celé židovské komunity v Praze. Událost vešla ve známost jako Krvavé Velikonoce.
Během Chmelnického povstání na Ukrajině proti polsko-litevské nadvládě v letech 1648–1654 zahynuly desetitisíce polských Židů.

## Pogromy v Rusku

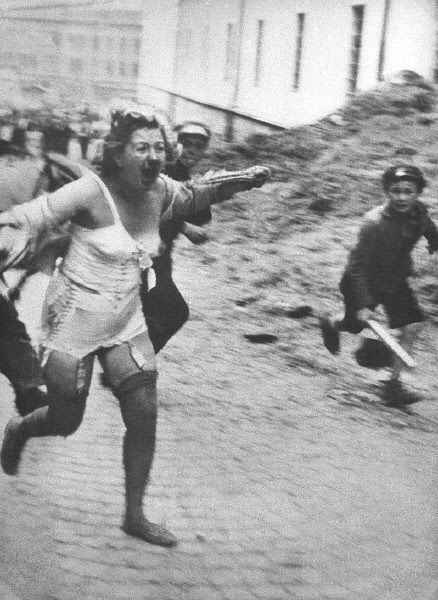
Pogromy ve Lvově v červenci 1941 spáchané ukrajinskými nacionalisty ve spolupráci s Němci

Pogromy se staly běžným jevem během masové vlny protižidovských bouří, které se přehnaly západními oblastmi Ruského impéria v roce 1881 poté, co byli židé nespravedlivě obviněni ze zavraždění cara Alexandra II. Bezprostředně po propuknutí pogromů byly ve 166 městech zničeny tisíce židovských domů, celé rodiny byly uvrženy do krajní bídy, docházelo ke znásilňování žen, mnoho mužů, žen i dětí bylo zabito nebo zraněno. K nejhoršímu pogromu došlo 26. dubna 1881 v Kyjevě, k dalším velkým pogromům došlo ve Varšavě a v Oděse.
Nový car Alexandr III. z nepokojů obvinil židy a vydal k jejich omezení soubor tvrdých nařízení. Pogromy pokračovaly za mlčenlivé nečinnosti úřadů až do roku 1884. Další, ještě krvavější vlna pogromů, která za sebou nechala přibližně 2000 mrtvých a mnoho zraněných Židů, propukla v letech 1903–1906. Během ruské občanské války (1917–1922) došlo na různých místech Ruska a Ukrajiny k 887 pogromům s počtem židovských obětí mezi 70–250 000. Přibližně 40 % z nich měli na svědomí ozbrojenci bojovníka za Ukrajinskou národní republiku Simona Petljury, 25 % Zelená armáda a různé nacionalistické a anarchistické bandy, 17 % bělogvardějci (zvláště oddíly Antona Děnikina) a 8,5 % Rudá armáda.
Od počátku do poloviny 20. století docházelo k pogromům také v Polsku, Argentině a v celém arabském světě. Krajně ničivé pogromy se objevily během druhé světové války, kdy došlo i k rumunskému pogromu v Iaşi, kde bylo zabito 14 000 židů, a k pogromu v Jedwabnem v Polsku s 380 – 1600 oběťmi. Poslední zaznamenaný velký pogrom v Evropě byl poválečný pogrom v Kielcích v Polsku, ke kterému došlo 4. července 1946. Při pogromu na Slovensku 24. září 1945 byly desítky Židů těžce zraněny, v současnosti v Topoľčanech nežije ani jeden obyvatel židovského původu.

## Historie pogromů
- 387 – pogrom v Římě
- 516 – pogrom v Clermon
- 519 – pogrom v Ravenně
- 1013 – pogrom v Korgově
- 1016 – pogrom ve Vormse
- 1096 – pogrom v Mainzu
- 1108 – pogrom v Toledu
- 1113 – pogrom v Kyjevě
- 1113 – vyhnání z Kyjevské Rusi
- 1146 – pogrom v Německu
- 1147 – vyhnaní z Francie
- 1171 – pogrom v Bluji
- 1171 – vyhnání z Itálie
- 1188 – vyhnání z Anglie
- 1189 – pogrom v Londýně
- 1198 – vyhnání z Anglicka
- 1212 – pogrom v Toledu
- 1235 – pogrom ve Fuldě
- 1236 – pogrom v Puagi
- 1262 – pogrom v Londýně
- 1265 – pogrom v Koblenzi
- 1283 – pogrom v Mainzu
- 1285 – pogrom v Mnichově
- 1287 – pogrom v Anglii
- 1290 – vyhnání z Anglie
- 1292 – pogrom v Kolumare
- 1298 – vyhnání ze Švýcarska
- 1301 – pogrom v Magdeburgu
- 1306 – vyhnaní z Francie
- 1328 – pogrom v Naparre
- 1336 – pogrom v Toledu
- 1349 – pogrom v Savojsku
- 1351 – pogrom v Königsbergu
- 1355 – pogrom v Toledě
- 1360 – vyhnání z Uherska
- 1380 – pogrom v Paříži
- 1391 – pogrom v Barceloně
- 1391 – pogrom v Toledě
- 1391 – vyhnání ze Španělska
- 1394 – vyhnání z Francie
- 1407 – pogrom v Krakově
- 1407 – vyhnání z Polska
- 1411 – pogrom ve Španělsku
- 1421 – pogrom ve Vídni
- 1449 – pogrom v Lisabonu
- 1464 – pogrom v Krakově
- 1467 – pogrom v Toledě
- 1467 – pogrom v Norimberku
- 1469 – pogrom v Poznani
- 1486 – pogrom v Toledě
- 1492 – vyhnání ze Španělska
- 1492 – vyhnaní ze Sicílie
- 1494 – pogrom v Neapoli
- 1495 – vyhnání z Florencie
- 1495 – vyhnání z Litvy a Kijeva
- 1496 – vyhnání z Portugalska
- 1506 – pogrom v Lisabonu
- 1510 – vyhnání z Anglie
- 1516 – vyhnání z Portugalska
- 1516 – zákaz usazení se v Benátkach
- 1541 – vyhnání z Rakouska
- 1555 – vyhnání z Portugalska
- 1555 – zákaz usazení se v Římě
- 1567 – vyhnání z Itálie
- 1570 – vyhnání z Německa
- 1580 – vyhnání z Novgorodu (Ivan Hrozný)
- 1591 – vyhnání z Francie
- 1592 – pogrom ve Vilniusu
- 1614 – pogrom ve Frankfurtu
- 1616 – vyhnání ze Švýcarska
- 1629 – vyhnání ze Španělska
- 1629 – vyhnání z Portugalska
- 1634 – vyhnání ze Švýcarska
- 1655 – vyhnání ze Švýcarska
- 1658 – pogrom ve Velkopolsku
- 1680 – pogrom v Madridu
- 1686 – pogrom v Budapešti
- 1701 – vyhnání ze Švýcarska
- 1660 – vyhnání z Kijeva
- 1716 – pogrom v Poznani
- 1761 – pogrom v Jemenu
- 1806 – „ultimátum“ od Napoleona
- 1828 – vyhnání z Kijeva
- 1911 – předpogromový stav v Rusku ve spojitosti se zavraždením Petra Stolypina Židem Mordekajem Herškovicem
- 1939-1944 – vyhnání a genocída Židů v Evropě
- 1946 – pogrom v Kielcích